# Kîiivske, Nova Odesa
Kîiivske (în ucraineană Київське) este un sat în comuna Antonivka din raionul Nova Odesa, regiunea Mîkolaiiv, Ucraina.

## Demografie
Componența lingvistică a localității Kîiivske
     Ucraineană (100%)
Conform recensământului din 2001, toată populația localității Kîiivske era vorbitoare de ucraineană (100%).